# Hermanas de la Caridad de Jesús
La Congregación de Hermanas de la Caridad de Jesús (oficialmente en latín: Congregatio Sororum Caritatis a Iesu) es un congregación religiosa católica femenina, de vida apostólica y de derecho pontificio, fundada en 1937 por el misionero salesiano italiano Antonio Cavoli, en Miyazaki (Japón). A las religiosas de este instituto se les conoce como hermanas de la caridad de Miyazaki y posponen a sus nombres las siglas S.C.G.

## Historia

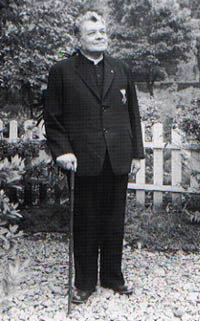
Antonio Cavoli (1888-1972), fundador de la congregación, es considerado siervo de Dios en la Iglesia católica.

La congregación fue fundada el 15 de agosto de 1937, en Miyazaki (Japón), por el misionero salesiano italiano Antonio Cavoli. Precedentemente, Cavoli había sido organizado en 1929 una Conferencia Femenina de San Vicente de Paúl, con el fin de recoger dinero para ayudar a los pobres y los enfermos de la comunidad cristiana. En 1932 abrió un auspicio para atender a los obreros ancianos. Más tarde la obra se expandió en favor de los huérfanos y un asilo de ancianos. A la totalidad de las obras les llamó Jardín de la Caridad. Para que la obra tuviera una continuidad, Cavoli decidió fundar la congregación religiosa, dándoles el nombre de Hermanas de la Caridad de Jesús.
El instituto recibió la aprobación como congregación religiosa de derecho diocesano el 8 de agosto de 1938, de parte de Vincenzo Cimatti, vicario apostólico de Miyazaki (hoy diócesis de Oita). Las primeras religiosas hicieron el noviciado con la colaboración de las maestras de las Hermanas de la Visitación de Japón y profesaron sus votos el 31 de enero de 1939. El papa Juan Pablo II elevó el instituto a congregación religiosa de derecho pontificio, mediante decretum laudis del 1 de enero de 1998.

## Organización
La Congregación de Hermanas de la Caridad de Jesús es un instituto religioso de derecho pontificio y centralizado, cuyo gobierno es ejercido por una superiora general. La sede central se encuentra en Roma (Italia).
Las hermanas de la caridad de Miyazaki forman parte de la Familia salesiana y se dedican a la enseñanza de la doctrina cristiana, la visita a los enfermos y otras obras sociales. En 2017, el instituto contaba con 966 religiosas y 147 comunidades, presentes en Alemania, Bolivia, Brasil, Corea del Sur, Filipinas, Italia, Japón, Papúa Nueva Guinea y Perú.